# Camarops
Camarops P. Karst. (podusznik) – rodzaj grzybów z typu workowców (Ascomycota).

## Systematyka i nazewnictwo
Pozycja w klasyfikacji według Index Fungorum: Boliniaceae, Boliniales, Sordariomycetidae, Sordariomycetes, Pezizomycotina, Ascomycota, Fungi.
Takson utworzył Petter Adolf Karsten w 1873 roku. Synonimy:Biscogniauxia sect. Camarops (P. Karst.) Lar.N. Vassiljeva 1998, Bolinia (Nitschke) Sacc. 1882, Chromendothia Lar.N. Vassiljeva 1993, Hypoxylon sect. Bolinia Nitschke 1867, Peridoxylon Shear 1923, Phaeosperma Nitschke ex Fuckel 1870, Sarcostromella Boedijn 1959, Solenoplea Starbäck 1901.
Władysław Wojewoda w 1999 zaproponował nazwę „poduszeczka”, ale w celu uniknięcia konfuzji z rodzajem Pulvinula w 2021 Komisja ds. Polskiego Nazewnictwa Grzybów Polskiego Towarzystwa Mykologicznego zarekomendowała nazwę „podusznik”.
Gatunki występujące w Polsce:
- Camarops lutea (Alb. & Schwein.) Shear 1940
- Camarops microspora (P. Karst.) Shear 1938
- Camarops plana Pouzar 1986
- Camarops polysperma (Mont.) J.H. Mill. 1930 – podusznik chropowaty[3]
- Camarops tubulina (Alb. & Schwein.) Shear 1938 – podusznik rurkowaty

Nazwy naukowe na podstawie Index Fungorum. Wykaz gatunków i nazwy polskie polskich według Mułenki i in.